# Фицкларенс, Чарльз
Бригадир достопочтенный Чарльз Фицкларенс (англ. Charles FitzClarence; 8 мая 1865 — 12 ноября 1914) — британский дворянин и военный, англо-ирландский кавалер Креста Виктории, высшей и самой престижной награды за храбрость перед лицом врага, которая может быть присуждена военным Великобритании и Содружества.

## Ранняя жизнь
Чарльз Фицкларенс родился в Бишопскорте, графство Килдэр, Ирландия. Второй сын капитана достопочтенного Джорджа Фицкларенса (1836—1894) и Марии Генриетты Скотт (1841—1912). У него был старший брат-близнец, капитан Эдвард Фицкларенс (1865—1897). Его дед по отцовской линии был 1-м графом Манстером, незаконнорожденным сыном Вильгельма, герцога Кларенса (впоследствии короля Великобритании Вильгельма IV). Он поступил на службу в Королевский фузилёрский полк в 1886 году, но его ранняя карьера была омрачена несколькими приступами болезни, и он проводил большую часть своего времени на административных и штатных должностях. В 1899 году он добровольно вызвался служить офицером специальной службы в Мафекинге, Южная Африка, и на него была возложена обязанность по подготовке эскадрильи полка Протектората.

## Военная служба
Чарльзу Фицкларенсу было 34 года, и он был капитаном Королевских стрелков Британской армии во время Второй Англо-бурской войны, когда произошли следующие события, за которые он был награжден крестом Виктории:
14 октября 1899 года капитан Фицкларенс отправился со своим отрядом полка Протектората, состоящей только из частично обученных людей, которые никогда не участвовали в боевых действиях, на помощь бронепоезду, который вышел из Мафекинга. Противник значительно превосходил их численностью, и отряд какое-то время находился в окружении, и казалось, что ничто не могло спасти их от того, чтобы их сбили. Капитан Фицкларенс, однако, своим личным хладнокровием и мужеством внушил величайшее доверие своим людям и, благодаря своему смелому и эффективному обращению с ними, не только преуспел в освобождении бронепоезда, но и нанес тяжелое поражение бурам, которые потеряли 50 убитыми и большое количество ранеными, его собственные потери составили 2 убитых и 15 раненых. Моральный эффект этого удара оказал очень важное влияние на последующие столкновения с бурами.
27 октября 1899 года капитан Фицкларенс повел своим отрядом из Мафекинга через открытое пространство и предпринял ночную атаку штыком на одну из вражеских траншей. В траншее произошла рукопашная схватка, в то время как сильный огонь был сосредоточен на ней с тыла. Враг был выбит с большими потерями. Капитан Фицкларенс был первым, кто занял эту позицию, и своим мечом уложил четверых врагов. Англичане потеряли 6 убитыми и 9 ранеными. Капитан Фицкларенс сам был слегка ранен. В связи с этими двумя действиями генерал-майор Баден-Пауэлл заявляет, что, если бы этот офицер не проявил необычайный дух и бесстрашие, атаки были бы неудачными, и мы понесли бы тяжелые потери как в людях, так и в престиже.
26 декабря 1899 года во время сражения у Гейм-Три, близ Мафекинга, капитан Фицкларенс снова отличился хладнокровием и храбростью и снова был ранен (серьёзно в обе ноги)
.
Его свирепость в бою принесла ему прочное прозвище «Демон» . Он служил в Южной Африке до февраля 1901 года, после чего перевелся в недавно сформированную Ирландскую гвардию. Он окончил военную академию в Сандхерсте в 1904 году и сменил командование 1-м батальоном ирландской гвардии в июле 1909 года. Он имел репутацию дальновидного солдата и придерживался новаторского, хотя и требовательного подхода к обучению. Отмечалось, что его «и любили, и боялись в его батальоне». В начале Первой мировой войны ему было присвоено звание бригадного генерала и получил командование вновь сформированной 29-й бригадой.

## Великая война
27 сентября 1914 года он сменил бригадного генерала Айвора Макса на посту командира 1-й гвардейской бригады Британских экспедиционных сил. Он занимал эту должность до тех пор, пока не был убит в бою 12 ноября 1914 года.
4 октября 1914 года, когда 1-я гвардейская бригада удерживала траншеи напротив немецкой линии на реке Эна, он приказал гвардейцам Колдстрима провести ночной рейд против немецкой позиции, известной как «Траншея с Рыболовным крючком». Это был первый британский рейд по траншеям в Первую мировую войну. Рейдом руководил младший лейтенант Мертон Беквит-Смит, и он имел поразительный местный успех.
В октябре Фицкларенс сыграл значительную роль в Первой битве при Ипре. Капитан Валентайн Уильямс пишет в Blackwood’s Magazine, описал действия в Гелувельте так: «Батальоны Колдстрима и шотландской гвардии бригады Фицкларенса в траншеях к северу от Гелувельта ужасно пострадали в результате немецкой атаки, проведенной в густом тумане утром 27-го по дороге Менин. Шансы против британцев были сокрушительными, так как в тот день около 24 000 немцев были выстроены против примерно 5000 истощенных британских войск. За два дня шотландская гвардия потеряла 10 офицеров и 370 человек убитыми и ранеными. Но результатом дневных боев стало то, что британская линия обороны стояла твердо и нерушимо, в то время как немцы понесли огромные потери». Сэр Джон Френч в своей депеше, опубликованной 30 ноября 1914 года, описал боевые действия в это время так: «Возможно, самая важная и решающая атака (за исключением атаки прусской гвардии 10 ноября), предпринятая против 1-го корпуса за все время его тяжелых испытаний в окрестностях Ипра».
Blackwood’s Magazine за август 1917 года содержит статью, описывающую роль Чарльза Фицкларенса. Именно он отдал приказ о жизненно важном контрнаступлении 31 октября 1914 года. Он «сплотил войска и направил успешный натиск». Подполковник Э. Б. Хэнки, участвовавший в нападении, сказал о Чарльзе Фицкларенсе: «… втолкнув нас в нужное время и в нужном месте, генерал спас положение».
Утром 11 ноября прусская гвардия атаковала британские войска вдоль дороги Менин. Тринадцать батальонов из них двинулись вперед, но только в трех местах прусская гвардия прорвалась. На следующее утро Фицкларенс контратаковал. Генерал сам решил показать дорогу своему старому полку и поплатился за это решение жизнью. Фицкларенс упал замертво, и ни сам Фицкларенс, ни сэр Джон Френч не знали, как хорошо он служил своей стране в Гелувельте.
В своем донесении от 20 ноября 1914 года сэр Джон Френч сказал: «Другим офицером, чье имя было особо упомянуто при мне, был бригадный генерал Фицкларенс, вице-адмирал, командовавший 1-й гвардейской бригадой. К сожалению, он был убит во время ночного нападения 11 ноября. Его потеря будет сильно ощущаться».
Его последний биограф, Спенсер Джонс, описывает Чарльза Фицкларенса как пример «…лучших аспектов [британского] офицерского класса после Англо-бурской войны» благодаря его «мужеству, профессионализму, естественному лидерству и готовности действовать по собственной инициативе».
Он был убит в бою, в возрасте 49 лет, в лесу Полигон-Вуд, Зоннебеке, Бельгия, 12 ноября 1914 года, командуя 1-й (гвардейской) бригадой.
Он является самым высокопоставленным офицером, отмеченным на мемориале у ворот Менен в Ипре в память о тех, у кого нет известной могилы.

## Медаль
Его VC находится в галерее VC лорда Эшкрофта в Имперском военном музее в Лондоне.

## Семья
20 апреля 1898 года в Каире он женился на Вайолет Спенсер-Черчилль (13 июня 1864 — 22 декабря 1941), дочери лорда Альфреда Спенсера-Черчилля и внучке 6-го герцога Мальборо. У пары было двое детей:
- Эдвард Чарльз Фицкларенс, 6-й граф Манстер (3 октября 1899 — 15 ноября 1983)
- Джоан Харриет Фицкларенс (23 декабря 1901 — 6 января 1971)